# Kangawar
Kangawar (perski: كنگاور) – miasto w Iranie, w ostanie Kermanszah. W 2006 roku miasto liczyło 48 901 mieszkańców w 12 220 rodzinach.